# Parigi-Bruxelles 1910
La Parigi-Bruxelles 1910, sesta edizione della corsa, si svolse il 1º maggio 1910 su un percorso di 405 km, con partenza da Parigi e arrivo a Bruxelles. Fu vinta dal francese Maurice Brocco davanti al suo connazionale Octave Lapize e al belga Cyrille Van Hauwaert.

## Ordine d'arrivo (Top 10)
| Pos. | Corridore            | Squadra | Tempo     |
| ---- | -------------------- | ------- | --------- |
| 1    | Maurice Brocco       |         | 14h36'30" |
| 2    | Octave Lapize        |         | s.t.      |
| 3    | Cyrille Van Hauwaert |         | s.t.      |
| 4    | Jules Masselis       |         | s.t.      |
| 5    | Gustave Garrigou     |         | s.t.      |
| 6    | Charles Cruchon      |         | s.t.      |
| 7    | André Blaise         |         | s.t.      |
| 8    | Ernest Paul          |         | s.t.      |
| 9    | Louis Trousselier    |         | a 31'00"  |
| 10   | Paul Duboc           |         | a 37'00"  |